# Consell comunal de Walferdange
El consell comunal de Walferdange (francès: Conseil communal de Walferdange) és el consell local de la comuna de Walferdange, al centre de Luxemburg.
És constituït per tretze membres, escollits cada sis anys mitjançant representació proporcional. Les darreres eleccions es van realitzar el 9 d'octubre de 2005, va donar lloc a un empat entre el Partit Popular Social Cristià (CSV) i el Partit Democràtic (PD). Al collège échevinal, el Partit Democràtic governa en coalició amb el Partit Socialista dels Treballadors (LSAP), liderat per l'alcalde del PD Guy Arendt.
| Partit                        | Partit                                     | Escons | Regidors                                                                      |
| ----------------------------- | ------------------------------------------ | ------ | ----------------------------------------------------------------------------- |
|                               | Partit Socialista dels Treballadors (LSAP) | 4      | Guy Arendt, Joëlle Elvinger, Charles Gloden, Nicolas Wiot                     |
|                               | Partit Popular Social Cristià (CSV)        | 4      | Marie-Anne-Eiden Renckens, Michel Feidt, François Sauber, Edmée Schmit-Streff |
|                               | Partit Democràtic (PD)                     | 3      | Hénoké Courte-Wolde Medhin, Helga Krecké-Mardetschläger, Alain Weins          |
|                               | Els Verds                                  | 2      | Camille Peping, Liz Paulus                                                    |
| Font: Commune of Walferdange> |                                            |        |                                                                               |